# Ytterby (gmina Kungälv)
Ytterby – miejscowość (tätort) w Szwecji, w regionie administracyjnym (län) Västra Götaland, w gminie Kungälv.
Według danych Szwedzkiego Urzędu Statystycznego liczba ludności wyniosła: 6097 (31 grudnia 2018) i 6369 (31 grudnia 2019).